# Avenue Louis Vercauteren
 (août 2025).
Motif : Rue sans notoriété évidente. Sources secondaires semblent absentes.
- Archive Wikiwix
- Bing
- Cairn
- DuckDuckGo
- E. Universalis
- Gallica
- Google
- G. Books
- G. News
- G. Scholar
- Persée
- Qwant
- (zh) Baidu
- (ru) Yandex
- (wd) trouver des œuvres sur Wikidata

| 1. | Préciser le motif de la pose du bandeau. | Précisez le motif de la pose du bandeau en utilisant la syntaxe suivante : {{admissibilité à vérifier\|date=août 2025\|motif=remplacez ce texte par le motif}}                                |
| 2. | Informer les utilisateurs concernés.     | Pensez à avertir le créateur de l'article, par exemple, en insérant le code ci-dessous sur sa page de discussion : {{subst:avertissement admissibilité à vérifier\|Avenue Louis Vercauteren}} |

 (août 2025).
Si vous disposez d'ouvrages ou d'articles de référence ou si vous connaissez des sites web de qualité traitant du thème abordé ici, merci de compléter l'article en donnant les références utiles à sa vérifiabilité et en les liant à la section « Notes et références ».
L'avenue Louis Vercauteren est une avenue bruxelloise de la commune d'Auderghem, qui relie la chaussée de Tervueren à la drève des Deux Moutiers sur une longueur de 400 mètres.

## Historique et description
Les héritiers du château Waucquez furent confrontés aux frais élevés d’entretien du domaine et aux droits de succession importants. Ils décidèrent de lotir une partie de leur parc situé entre la rue du Villageois, la drève des Deux Moutiers et la chaussée de Tervueren.
En octobre 1959, on traça ici deux nouvelles voies publiques de haut standing : l’avenue Roger Hainaut et l’avenue Louis Vercauteren.
- Premier permis de bâtir délivré le 20 janvier 1960 pour le n° 18.

### Origine du nom
Le nom de la rue vient du soldat Louis Vercauteren, né le 10 janvier 1899 à Saint-Nicolas, tué le 24 mai 1940 à Gravelines en France durant la Seconde Guerre mondiale[réf. souhaitée]. Il était domicilié en la commune d'Auderghem, chaussée de Wavre numéro 1003-1005.